# نجيب سليمان الحداد
نجيب سليمان الحداد(1284 هـ- 1317 هـ) /(1867 - 1899م) صحفي وأديب وشاعر وقاضي ومترجم.
ولد في بيروت، وتوفي بعد عمر قصير في مدينة الإسكندرية. عاش في لبنان ومصر. ينتمي لأسرة شاعرة، فأبوه صاحب ديوان «قلادة العصر»، وجده لأمه ناصيف اليازجي فهو حفيد الشيخ ناصيف اليازجي من ابنته حنة، وأخواله حبيب وخليل وإبراهيم اليازجي، وخالته الشاعرة الشهيرة وردة اليازجي.
اشتغل محرراً ومترجماً بجريدة الأهرام، وتبنى قضايا المرأة. أنشأ مع شقيقه أمين الحداد وعبده بدران جريدة لسان العرب في الإسكندرية عام 1894، وكانت أسبوعية ثم أصبحت يومية. نقلت الجريدة إلى القاهرة ثم أعيدت إلى الأسكندرية. أنشأ جريدة السلام اليومية لفترة قصيرة. من مؤلفاته رواية صلاح الدين الأيوبي وشهداء الغرام وديوان شعر تذكار الصبا. حرر في مجلة أنيس الجليس منذ نشأتها عام 1898 إلى وفاته.
انتقلت أسرته إلى الإسكندرية، وكان في السادسة من عمره، فبدأ تعلمه بمدارسها. التحق بمدرسة الأخوة (الفرير)، وبقي فيها عامين قبل أن يتركها إلى المدرسة الأمريكية بالإسكندرية أيضًا. عندما اندلعت الثورة العرابية (1882) عاد مع أسرته إلى بيروت، وأكمل دراسته في المدرسة البطريركية، وتلقى علوم العربية على خاليه خليل وإبراهيم اليازجي.
عين أستاذًا للعربية والفرنسية في مدرسة بعلبك (1883) مدة عام واحد قصد بعده الإسكندرية ملبيًا دعوة سليم تقلا مؤسس الأهرام فانضم إلى كتابها. أنشأ وشقيقه أمين وعبده بدران جريدة «لسان العرب» اليومية، وترأس تحريرها، حتى توقفت، فقصد القاهرة، وأعاد إصدارها مجلة أسبوعية أدبية اجتماعية.
حنّ إلى الإسكندرية فنقل إليها «لسان العرب»، وأنشأ هو وغالب طليمات «جريدة السلام» اليومية، إلى جانب ممارسته الكتابة في مجلة «أنيس الجليس» لصاحبتها ألكسندرا أفرينو، وعمله المتصل بالترجمة والتأليف، فضلاً عن كتابة المقالات ومراسلة الصحف، مما أدى به إلى الإصابة بذات الرئة ومغادرة الحياة، وهو لا يزال شابًا.
له عدد كبير من المسرحيات المترجمة، منها: حلم الملوك، سنا أو عدل القيصر لكورني - مطبعة عرزوزي - الإسكندرية 1904، والطبيب المرغم لموليير - مطبعة عرزوزي - الإسكندرية 1904، وأوديب لسوفوكليس - مطبعة عرزوزي - الإسكندرية 1905، وروميو وجولييت لشكسبير - المطبعة الرشيدية - كفر شيما، والبخيل لموليير، والسيد أو غرام وانتقام لكورني، وبييرنيس لراسين.
شاعر غنائي، تنوعت الروافد المؤثرة في تجربته الشعرية، استمد من التراث العربي إطار القصيدة وبعض أغراضها كالمدح والرثاء، وتأثر بشعراء العاطفة في العصر الأموي وفي فرنسا فغلب عليه الطابع الوجداني، وجاءت قصائده مفعمة بالتعبير عن عذاب النفس وشكوى الزمن ومعاني الحب والجوى، وتواصلت ثقافته مع الثقافة الغربية فأخذ الشعر القصصي وطوع له الموشحات أولاً ثم القافية العربية ثانيًا، توقف عند مظاهر الجمال في الطبيعة المصرية واللبنانية، وتأمل أحوال النفس الإنسانية فتجلت الحكمة في ثوب فلسفي واضح المعالم، وحين ينظم قصيدة عن القمار فإنه يرصد سلبيات الحياة الاجتماعية، وحين يصف المصريات وقد بدأن بالسفور وركوب المركبات فإنه يسجل بعض ملامح التطور. يعد أحد أركان التأليف المسرحي في الثقافة العربية.
- أهداه سلطان زنجبار وسام الكوكب الدري من الدرجة الثالثة تكريمًا لدوره في خدمة العلم.
- أهداه الدون كارلوس دبوسًا من اللؤلؤ بعد مشاهدته بعض مسرحياته أثناء جولته بمصر.

## الإنتاج الشعري
- له ديوان "تذكار الصبا" - مطبعة جريدة البصير - الإسكندرية 1899 (طبع على نفقة الأميرة ألكسندرا أفرينو مذيلاً بمقالتين لطانيوس عبده وحنا سركيس) وله طبعة ثانية في بعبدا 1906،
- منتخبات نجيب الحداد - المطبعة التجارية - الإسكندرية 1903 (240 صفحة)،

وله عدد كبير من القصائد نشرت في صحف ومجلات عصره: الأهرام، ولسان العرب، وأنيس الجليس، والسلام، وبعض مجلات المهجر.

## الأعمال الأخرى
- له عدد كبير من المسرحيات المؤلفة، منها:
- غصن البان في رياض الجنان، ألفونس دو لامارتين، 1900 (تعريب)
- ملكة القلوب، 1903
- ثارات العرب - مطبعة عرزوزي - الإسكندرية 1904،
- الرجاء بعد اليأس - المطبعة اليوسفية - القاهرة، مطبعة عرزوزي - الإسكندرية 1904،
- صدق الوداد - مطبعة عرزوزي - الإسكندرية 1909،
- صلاح الدين الأيوبي، (مقتبسة عن ولتر سكوت) - 1929،
- عمرو بن عدي - المطبعة التجارية - الإسكندرية،
- الفرسان الثلاثة، ألكسندر دوما (تعريب)
- روميو وجوليت،
- حلم الملوك.

## المصدر
- معجم البابطين للشعراء